# Mthatha
Mthatha este un oraș din provincia Eastern Cape, Africa de Sud.